# بروانگ
بروانگ (به آلمانی: Berwang) یک منطقهٔ مسکونی در اتریش است که در ناحیه رویت واقع شده‌است. بروانگ ۴۲٫۷ کیلومتر مربع مساحت دارد ۱٬۳۳۶ متر بالاتر از سطح دریا واقع شده‌است.